# 上海問屋
上海問屋（シャンハイどんや）とは、サードウェーブグループの株式会社ドスパラが運営する通販ウェブサイトおよび店舗である。ロゴは中国文（簡体字,上海问屋）である。パーソナルコンピュータ関連のノーブランド製品などを販売している。また、独自の一風変わった商品の取り扱いもある。
以前はサードウェーブグループの株式会社エバーグリーンによって運営されていたが、2013年7月31日をもって株式会社ドスパラによって吸収合併された。

## 店舗
実店舗
2008年4月から2010年2月の間、秋葉原に出店。
「上海問屋コーナー」を2013年1月に秋葉原「ドスパラパーツ館」内に開設したことを皮切りに、ドスパラ各店で商品の取り扱いが行われている。
ウェブサイト
自社ウェブサイトのほか、yahoo!店、bidders店、楽天があったが、2018年3月31日（土）18:00をもって閉店した。
現在はドスパラ通販内「上海問屋ページ」のみとなっている。